# 朱利安·林肯·西蒙
朱利安·林肯·西蒙（1932年2月12日—1998年2月8日）是一位美国经济学家，先后在伊利诺伊大学厄巴纳-香槟分校和馬里蘭大學學院市分校任教，主要作品有《没有极限的增长》（The Anarchical Society: A Study of Order in World Politics）等。